# Santa Vitória (kommun)
Santa Vitória är en kommun i Brasilien.   Den ligger i delstaten Minas Gerais, i den sydöstra delen av landet, 400 km sydväst om huvudstaden Brasília. Antalet invånare är 18 157.
Följande samhällen finns i Santa Vitória:
- Santa Vitória

Omgivningarna runt Santa Vitória är en mosaik av jordbruksmark och naturlig växtlighet. Trakten runt Santa Vitória är nära nog obefolkad, med mindre än två invånare per kvadratkilometer.